# Actorthia pulchella
Actorthia pulchella är en tvåvingeart som beskrevs av Krober 1927. Actorthia pulchella ingår i släktet Actorthia och familjen stilettflugor. Inga underarter finns listade i Catalogue of Life.